# Chieko-shō
Chieko-shō (Originaltitel: 智恵子抄 Chieko-shō) ist ein japanisches Filmdrama aus dem Jahr 1967 unter der Regie von Noboru Nakamura. Es basiert sowohl auf dem Gedichtband Chieko-shō des japanischen Dichters und Bildhauers Takamura Kōtarō aus dem Jahr 1941, der seiner Frau Chieko (1886–1938) gewidmet ist, als auch auf dem Roman Shōsetsu Chieko-shō von Satō Haruo aus dem Jahr 1957. Der Film wurde für den Oscar als bester internationaler Film nominiert.

## Handlung
1909 war Kotaro Takamura Mitglied des „Brotklubs“ und führte ein ausschweifendes Leben, als er die Kunststudentin Chieko Naganuma kennenlernte, die ihm von seinen Freunden, dem Ehepaar Tsubaki, vorgestellt worden war, die sich um sein Wohlergehen sorgten. Die beiden kamen sich schnell näher. Nach einem Jahr heirateten sie. Kotaro widmete sich der Poesie, Chieko der Ölmalerei. 1915 reichte Chieko ein Bild für die Bunte-Ausstellung ein, das jedoch nicht angenommen wurde. Mit gebrochenem Herzen besuchte Chieko zusammen mit Kotaro ihre Heimatstadt Nihonmatsu. Chiekos Vater Sokichi und ihre Mutter Yasu nahmen sie mit offenen Armen auf. Nach ihrer Rückkehr aus Nihonmatsu gab Chieko die Malerei auf und begann stattdessen zu weben. Zu dieser Zeit brach in Nihonmatsu ein großes Feuer aus, bei dem ihr Vater Sokichi verbrannte. 1931 bestand Chiekos Nichte Fumiko ihr Krankenschwesterexamen und wohnte im Atelier von Chieko und Kotaro. Eines Tages kam die Nachricht, dass Chiekos Familie Bankrott gegangen war. Chieko sagte ihrem Mann Kotaro nicht die Wahrheit und litt allein. Sie versuchte, sich umzubringen, indem sie sich vergiftete, während Kotaro abwesend war. Fumiko traf Chieko im Krankenhaus an. Chieko wurde ins Krankenhaus gebracht und überlebte, litt aber an einer psychischen Störung. Kotaro brachte Chieko zur Behandlung nach Nihonmatsu und Kujukuri-hama. In der Zwischenzeit starb Kotaros Vater Koun. Chiekos Zustand besserte sich nicht und sie konnte niemanden außer Kotaro erkennen. 1938 wurde Chieko in eine psychiatrische Klinik in Shinagawa eingewiesen und von Fumiko betreut. Eines Tages besuchte Kotaro sie in der Klinik und war überrascht, als er Chiekos ausgeschnittene Bilder sah. Die wunderbaren Formen und das exzellente Farbempfinden konnten nicht von einer geisteskranken Person stammen. Chiekos Leben im Krankenhaus ging noch eine Weile weiter. Eines Nachts erkrankte Chieko jedoch an einer akuten Lungenentzündung und starb, während sie die Hand von Kotaro hielt, der ins Krankenhaus eilte.

## Kritiken
In einer zeitgenössischen Rezension beschrieb „Whit.“ von Variety den Film als „exquisit schönen japanischen Film“ und stellte fest, dass Shima Iwashita „eine fein zurückhaltende Leistung von Oscar-Ausmaßen abliefert und jede Nuance des Charakters mit vollendetem schauspielerischen Können einfängt“. Die Kritik lobte auch die Kameraarbeit von Hiroshi Takemura, die künstlerische Leitung von Tatsuo Homada und die Musik von Masaru Satō.

## Andere Verfilmungen
Takamuras Gedichte wurden bereits 1957 verfilmt. Der Film, ebenfalls mit dem Titel Chieko-shō, wurde von Hisatora Kumagai inszeniert und mit Sō Yamamura und Setsuko Hara besetzt.